# Storia di Caino
Storia di Caino è il settimo album di Cesare Basile (il sesto in studio), prodotto dalla Urtovox e uscito nel 2008.

## Il disco
Nel 2008, dopo aver concluso il rapporto con la precedente casa discografica Mescal, Basile entra a far parte della Urtovox. Storia di Caino è stato prodotto, come i precedenti lavori, da John Parish e realizzato insieme a Gabriele Ponticiello al 
mixer. Hanno collaborato anche diversi colleghi e amici di Basile: Luca Recchia, Marcello Sorge, Michela Manfroi, Rodrigo D'Erasmo, Marcello Caudullo e Lorenzo Corti. Inoltre il disco si avvale della partecipazione di Robert Fisher (Willard Grant Conspiracy), con cui Basile aveva già condiviso un tour italiano e con cui partirà in un tour europeo in qualità di componente dei Willard Grant Conspiracy insieme a Michela Manfroi e opening act.

## Tracce
1. Gli agnelli
2. A tutte ho chiesto meraviglia
3. All'uncino di un sogno
4. Canto dell'osso
5. Per nome
6. Sul mondo e sulle luci
7. Donna al pozzo
8. Storia di Caino
9. What Else Have I to Spur Me in to Love
10. 15 marzo
11. Il fiato corto di Milano
12. Maria degli ammalati